# チェッキュウ!!
『チェッキュウ!!』は、TVQ九州放送が番組の合間に一日数回放送していたミニ番組である。

## 概要
TVQは2005年4月、新しいマスコットキャラクターとして「モニ太」を導入。これに合わせ、それまでの「みちゃりぃ」（前キャラクター「ミチャリー」時代の情報番組）に替わる番組としてスタートした。
立花麻理アナウンサーとモニ太が登場し、TVQで放送する番組を予告する。日によってイベント、ちょっとした料理の作り方、暮らしに役立つおもしろグッズの紹介なども放送することがある。
内容によってはTVQのスタジオを飛び出し、お出かけ先で収録されることもある。深夜分は再放送となることもある。
番組としては2009年3月で一旦終了、同年4月からは『cafe7』（カフェなな）に衣替え。『チェッキュウ!!』初期のスタイルにやや戻し、立花が気になった音楽の紹介など、番宣以外の情報も取り入れている。
2012年10月現在は『cafe7』と並行して毎週月曜日15:30と毎週火曜日9:57、15:30、17:25に『チェッキュウ!!』が再び放送されている。

## 備考
- 立花は基本的にアロハシャツ姿で出演するが、Tシャツ姿の場合もある。土・日の夕方に放送される時には、この後にTXNニュースを挟んでローカルニュースが放送され、立花がニュースを読むことがある
- 立花はこの番組を通じて、モニ太をすっかり自分のペットにしてしまった（事実、立花以外の同局アナウンサーがモニ太と登場する事がほとんどない）。
- 番組で紹介されるおもしろグッズは、基本的に西鉄福岡（天神）駅のソラリアステージにある雑貨店「インキューブ」で販売されているものである。なお、インキューブではモニ太グッズも販売されている。
- 立花はTVQで土曜9時から放送されている生番組「九州経済NOW」にはTVQのアナウンサーで唯一出演していない（時々、ナレーションで出演する程度）が、9時55分から当番組は放送されているため、結果として土曜の9時台にTVQのアナウンサーは全員出演していることになる（但し九州経済NOWでは吉松アナはナレーションのみの出演である）。